# Eduard Sievers
Eduard Sievers (pronunciación en alemán: /ˈeːduaʁt ˈziːvɐs/; 25 de noviembre de 1850, Lippoldsberg – 30 de marzo de 1932, Leipzig) fue un filólogo alemán de las lenguas clásicas y germánicas, y uno de los neogramáticos (Junggrammatiker) de la llamada "Escuela de Leipzig". Está entre los lingüistas históricos más influyentes de finales del siglo XIX. Se lo conoce por su recuperación de las tradiciones poéticas de lenguas germánicas como el anglosajón y el sajón antiguo, así como por su descubrimiento de la ley de Sievers.

## Biografía
Sievers estudió en Leipzig y Berlín. En 1871 comenzó a enseñar como profesor extraordinario de filología germánica y románica en Jena, donde recibió una cátedra titular cinco años más tarde. En 1883 fue a Tubinga y en 1887 a Halle, de donde fue llamado en 1892 a Leipzig.

## Análisis de Sievers
Sievers desarrolló una teoría del metro poético anglosajón basada en un sistema de cinco formas de acentuación de la línea poética (o, más específicamente, cada hemistiquio) en el verso aliterado, por ejemplo: acentuada-átona-acentuada-acentuada, átona-acentuada-átona-acentuada., etc. Este análisis, que parece elemental, era de gran importancia a la vista de las dificultades que experimentaban los estudiosos anteriores para identificar dónde comenzaba y terminaba la línea poética, dado que en la forma escrita de la poesía germánica rara vez se indicaba la división de líneas.
Además, aunque estaba claro que algunas palabras eran de mayor importancia que otras, lo que suponía que debían acentuarse, había pocas limitaciones en la longitud de las secuencias átonas, lo que dificultaba aún más la identificación de la línea poética. En los versos de Shakespeare, por ejemplo, una línea poética típica es:
it IS the EAST and JUliET’s the SUN
En este ejemplo, las sílabas acentuadas y átonas se suceden una tras otra. En sajón antiguo, sin embargo, una línea podía decir:
LIthi an thesaru LOGnu
En este ejemplo, aparecen cinco sílabas entre las sílabas acentuadas LI- y LOG.
Sievers examinó en detalle esta cuestión, como así también la de la acentuación relativa y el choque de acentos en la poesía.
Sievers abandonó más tarde este tipo de análisis en favor del Schallanalyse o "análisis de sonido", un sistema que muy pocos comprendieron aparte de él mismo y sus allegados.

## Recepción
El análisis de Sievers recibió una aceptación amplia, aunque no unánime, entre los filólogos.
La obra de Sievers sobre los ritmos de la poesía anglosajona influyó en la poesía de Ezra Pound, en particular en poemas como su versión de El Navegante, poema en anglosajón narrado en primera persona por un hombre solo en el mar.

## Obras

### Originales
- An Old English Grammar, traducida y editada por Albert S. Cook (1885)
- Der Heliand und die angelsächsische Genesis ("Heliand y la versión anglosajona del Génesis", 1875)
- Angelsächsische Grammatik ("Gramática anglosajona", 3.ª ed. 1898)
- Zum angelsächsischen Vokalismus ("Sobre el vocalismo anglosajón", 1900)
- Altgermanische Metrik, Sammlung kurzer Grammatiken germanischer Dialekte. Ergänzungsreihe. 2 (Halle: Niemeyer, 1893)
- Metrische Studien, que trata sobre metros hebreos ("Estudios métricos", 1901–02)
- Grundzüge der Phonetik, que alguna vez fue una obra estándar sobre fonética ("Fundamentos de la fonética", 5ª ed. 1901)

### Como editor
- Taciano (2.ª ed. 1892)
- Heliand (1878)
- Die althochdeutschen Glossen, con Elias von Steinmeyer ("Antiguas glosas en alto alemán", 4 vols., 1879-1898)
- Oxforder Benediktinerregel ("Regulaciones benedictinas de Oxford", 1887)

En 1891 se convirtió en editor de Beiträge zur Geschichte der deutschen Sprache und Literatur ("Contribuciones a la historia de la lengua alemana y su literatura") de Paul y Braune, y contribuyó con secciones sobre runas, lengua y literatura góticas y métrica germánica a Grundriss der germanischen Philologie de Paul ("Esquema de la filología germánica", Estrasburgo, 1891 y siguientes). 